# Младен Сърбиновски
Младен Сърбиновски (на македонска литературна норма: Младен Србиновски) е виден писател и публицист от Северна Македония с българско самосъзнание.

## Биография
Сърбиновски е роден в 1958 година в положкото село Вруток, край което се намират изворите на Вардар. Получава висше образование във Философския факултет на Университета „Свети Кирил и Методий“ в Скопие, специалност социология. Макар и да е дипломиран социолог, Сърбиновски се насочва към журналистиката и писането на книги. Работи в Македонската телевизия, в редакцията за наука до 2000 година, когато става директор на Народната и университетска библиотека „Свети Климент Охридски“. На това работно място Сърбиновски не се задържа дълго и в 2001 година започва да работи като заместник генерален директор на Македонската телевизия. В 2002 година отново се връща в журналистиката, но този път в сектора изследване и развитие на Македонската телевизия.

## Творчество
Сърбиновски е автор на няколко книги: „Година от 13 месеца“, „Крали Марко“, „Хитър Пейо“, „Македонските авгиеви обори“, „Македонският Фауст“, посветена на Венко Марковски и други.
Творчеството му е известно с добър стил на писане и отличен литературен изказ. Сърбиновски отрича постулатите на македонизма в произведенията си и показва българските корени на македонците и изкуствените основи на македонската нация. Активни контакти с Младен Сърбиновски поддържат български медии (списание „България-Македония“, предаванията Час по България и Дискусионно студио на телевизия СКАТ и други), университети (ВТУ „Св. св. Кирил и Методий“), неправителствени и други организации. Неговите книги „Приказки от долната земя“ и „Шашма“ са представяни с успех пред културните и академичните среди в България. От 15 май 2010 г. е един от водещите на предаването „Облаче ле бяло“ на телевизия СКАТ.
Почетен доктор на Югозападния университет в Благоевград.